# Little Busby
Little Busby est une paroisse civile du Yorkshire du Nord, en Angleterre.